# Port William
Port William és una població dels Estats Units a l'estat d'Ohio. Segons el cens del 2000 tenia 258 habitants.

## Demografia
Segons el cens del 2000, Port William tenia 258 habitants, 97 habitatges, i 64 famílies. La densitat de població era de 830,1 habitants per km².
Dels 97 habitatges en un 41,2% hi vivien nens de menys de 18 anys, en un 48,5% hi vivien parelles casades, en un 9,3% dones solteres, i en un 33% no eren unitats familiars. En el 19,6% dels habitatges hi vivien persones soles el 8,2% de les quals corresponia a persones de 65 anys o més que vivien soles. El nombre mitjà de persones vivint en cada habitatge era de 2,66 i el nombre mitjà de persones que vivien en cada família era de 3,17.
Per edats la població es repartia de la següent manera: un 31% tenia menys de 18 anys, un 8,1% entre 18 i 24, un 36,8% entre 25 i 44, un 16,3% de 45 a 60 i un 7,8% 65 anys o més.
L'edat mediana era de 30 anys. Per cada 100 dones de 18 o més anys hi havia 102,3 homes.
La renda mediana per habitatge era de 33.264 $ i la renda mediana per família de 34.141 $. Els homes tenien una renda mediana de 33.269 $ mentre que les dones 20.000 $. La renda per capita de la població era de 13.888 $. Aproximadament el 10,1% de les famílies i el 16% de la població estaven per davall del llindar de pobresa.

## Poblacions properes
El següent diagrama mostra les poblacions més properes.